# (10403) Marcelgrün
10403 Marcelgrun (1997 WU3) – planetoida z pasa głównego asteroid okrążająca Słońce w ciągu 3,36 lat w średniej odległości 2,24 j.a. Odkryta 22 listopada 1997 roku.